# Fichtach
Der Weiler Fichtach gehört zu Rabenäußig, einem Ortsteil der Gemeinde Frankenblick im Landkreis Sonneberg in Thüringen.

## Lage
Fichtach liegt nördlich von Effelder an den Kreisstraßen 11 und 33 an der Südabdachung des Thüringer Schiefergebirges. Die Hofanlagen und Einzelhäuser sind in der Form eines Weilers orientiert.

## Geschichte
Das Bergdorf wurde 1528 erstmals urkundlich erwähnt. Um 1830 schloss sich der nur aus wenigen Einzelhäusern bestehende Weiler mit den anderen Weilern Rabenäußig, Melchersberg und Hohetann  zum Gemeindebezirk Rabenäußig zusammen.